# Jerzy Wilhelm (książę Brunszwiku-Lüneburga)
Jerzy Wilhelm (niem. Georg Wilhelm; 26 stycznia 1624 w Herzberg am Harz, zm. 28 sierpnia 1705 w Wienhausen) – książę Brunszwiku-Lüneburga, władca Calenberga, później także Lüneburga. Książę Saksonii-Lauenburga w latach 1689–1705.
Jerzy Wilhelm był drugim synem Jerzego. W 1648 otrzymał z rąk swojego starszego brata, Chrystiana Ludwika Calenberg, który w 1665, w roku jego śmierci oddał młodszemu bratu, Janowi Fryderykowi, a sam dostał pod swoje panowanie Lüneburg. 
Jerzy Wilhelm długo pozostał nieżonaty, ale chęć podniesienia statusu kochanki Eleonore d'Esmier d'Olbreuse (którą pomimo obietnicy poślubił w 1676) i ich wspólnej córki, Zofii Doroty bardzo zaniepokoiła jego krewnych, którzy widzieli w nim zagrożenie. Bali się przyspieszonej zaplanowanej unifikacji terytoriów Lüneburga. Jednak problem posiadania przez Jerzego Wilhelma własnej rodziny i potomków został rozwiązany w 1682. Wtedy to jego córka poślubiła Jerzego Ludwika (później elektora Hanoweru i króla Wielkiej Brytanii, Jerzego I), syna jego młodszego brata, Ernesta Augusta.